# Andrea Leone Tottola
Andrea Leone Tottola (Nàpols, segona meitat del segle xviii - Nàpols, 15 de setembre de 1831) fou un poeta i prolífic llibretista italià, conegut sobretot pels seus treballs per a Rossini i Donizetti.
Va començar a escriure llibrets el 1802, com a poeta oficial del Teatro San Carlo de Nàpols i de l'empresari Domenico Barbaia.
Per a Rossini va escriure els llibrets de les seves òperes serioses Mosè in Egitto el 1818, Ermione el 1819, La donna del lago el 1819 i Zelmira el 1822. Per a Donizetti va escriure set llibrets, inclosos els de La zingara el 1822, Alfredo il grande el 1823, Gabriella di Vergy el 1826 (refet a partir del que havia escrit per a Michele Carafa el 1816), Elisabetta al castello di Kenilworth el 1829 i Imelda de' Lambertazzi el 1830. Per a Vincenzo Bellini va escriure el llibret de la seva primera òpera, Adelson e Salvini el 1825.
També va escriure obres que van ser musicades per Giovanni Pacini, Saverio Mercadante, Johann Simon Mayr, Nicola Vaccai, Errico Petrella, Ferdinando Paer i Manuel García.